# Foutsia philodendri
Foutsia philodendri – gatunek błonkówki  z rodziny zagładkowatych, jedyny z monotypowego rodzaju Foutsia. Endemit Meksyku.

## Taksonomia
Rodzaj i gatunek typowy opisane zostały po raz pierwszy w 1971 roku przez Barnarda DeWitta Burksa na łamach „Transactions of the American Entomological Society”. Jako lokalizację typową wskazano Huatusco w meksykańskim stanie Veracruz. Wyniki morfologicznej analizy filogenetycznej z 2007 roku wskazują na bliskie pokrewiwństwo Foutsia z Aranedra.

## Morfologia
Błonkówka o ciele długości około 5 mm.
Pomarańczowobrązowa, stercząco owłosiona głowa jest nieco szersza niż wysoka. Prawie kwadratowy i niemal płaski nadustek wyraźnie wystaje poniżej policzków nakrywając częściowo żuwaczki. Scrobis ma pionowe żeberko przez środek, a na krawędziach bocznych żeberka stykające się tuż pod przednim przyoczkiem. Osadzone nieco powyżej środka czoła czułki mają pomarańczowobrązowe trzonki oraz ciemnobrązowe części pozostałe. Funkikulus (część biczyka przed buławką) samicy składa się z siedmiu równej długości członów. 
Czarną z pomarańczowobrązowymi tarczą śródplecza i axillae mezosomę porastają sterczące włoski. Przedplecze ma zupełnie pozbawioną żeberka krawędź przednią i szeroko, płytko wklęśniętą krawędź tylną. Notauli są głębokie i kompletne. Użyłkowanie przedniego skrzydła cechuje się bardzo krótką żyłką postmarginalną, cienką żyłką stigmalną i pogrubioną żyłką medialną. Błona przedniego skrzydła jest poniżej żyłki marginalnej przydymiona. Odnóża mają ciemnobrązowe biodra, krętarze i uda oraz słomkowe golenie i stopy.
Czarny, silnie i bezładnie pomarszczony pozatułów ma owłosione boki. Stylik jest nadzwyczaj krótki. Brązowy gaster u samicy ma na spodzie słomkową plamkę przy podstawie pokładełka. Właściwe osłonki pokładełka są szerokie, z drobnymi szpicami u szczytu.

## Ekologia i występowanie
Larwy tych błonkówek są endofitofagami indukującymi powstawanie galasów na korzeniach filodendronów.
Owad neotropikalny, endemiczny dla Meksyku.